# Adriaen van Ostade
Adriaen Van Ostade, nascido Adriaen Hendricx (Haarlem, 10 de dezembro de 1610 — Haarlem, 2 de maio de 1685) foi um pintor e gravador holandês.

## Biografia

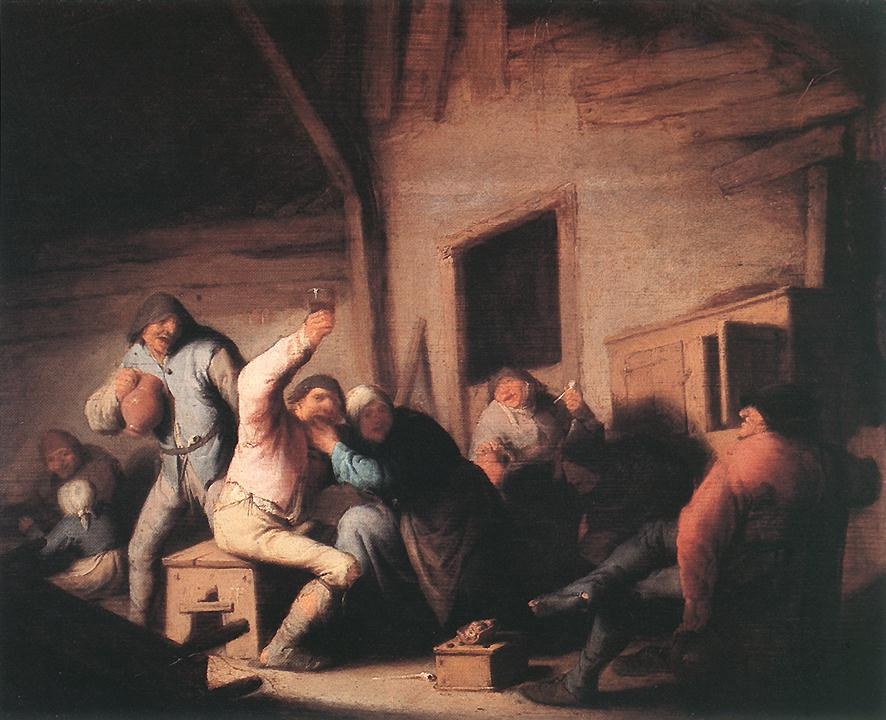
Camponeses em uma taverna (c. 1635), na Alte Pinakothek, Munich

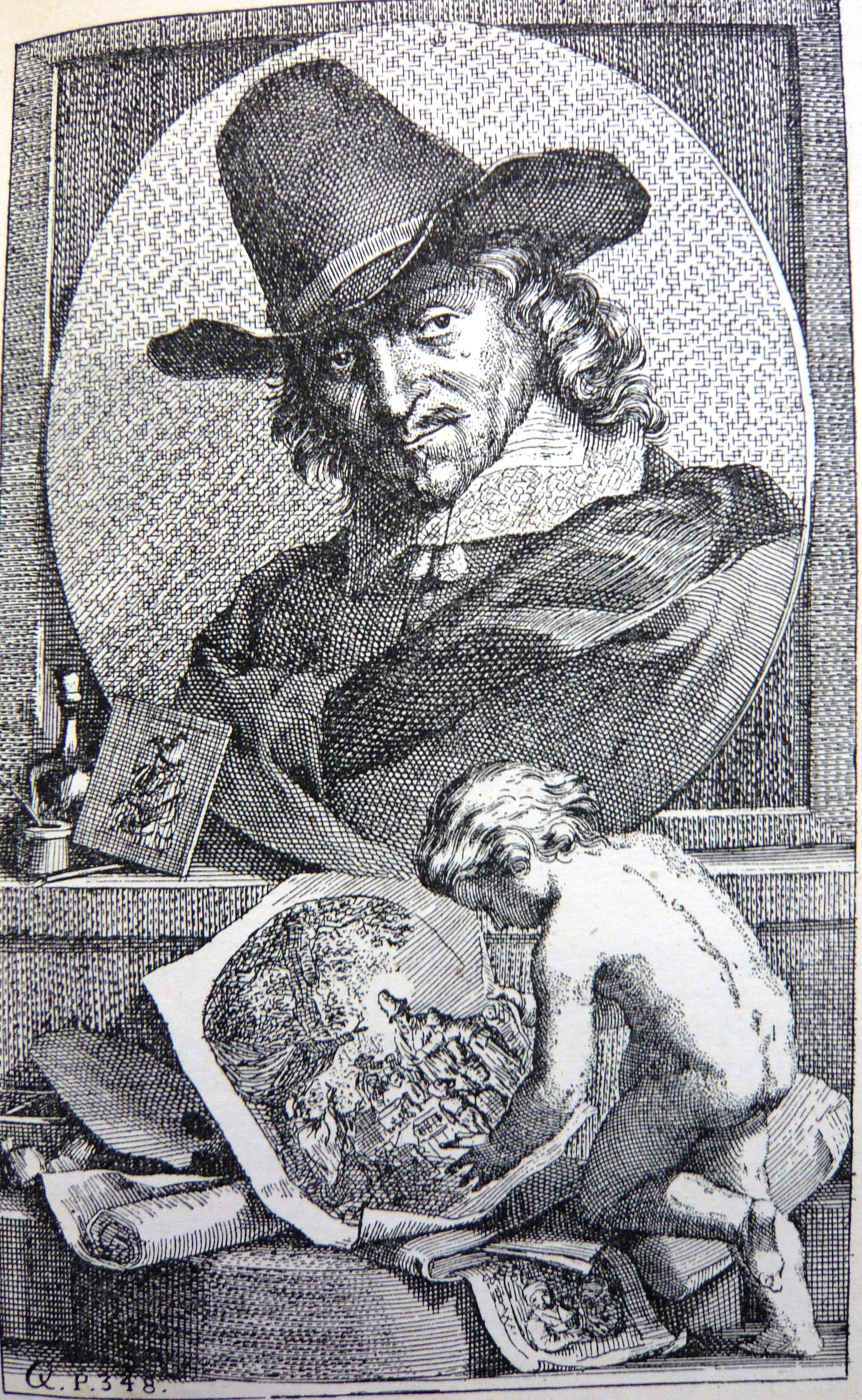
Retrato gravado de Adriaen van Ostade, mostrado com algumas de suas obras mais famosas, por Arnold Houbraken em seu "Schouburg", volume I, 1718.

De acordo com Arnold Houbraken, ele e seu irmão foram alunos de Frans Hals e, como ele, passaram a maior parte de suas vidas em Haarlem. Ele pensava que eles eram "Lubekkers" de nascimento, embora isso tenha se revelado falso. Ele era o filho mais velho de Jan Hendricx Ostade, um tecelão da aldeia de Ostade, perto de Eindhoven. Embora Adriaen e seu irmão Isaack tenham nascido em Haarlem, eles adotaram o nome "van Ostade" como pintores. Segundo o RKD, foi aluno em 1627 do retratista Frans Hals, então mestre de Jan Miense Molenaer. Em 1632 ele foi registrado em Utrecht (onde, como Jacob Duck, ele provavelmente foi influenciado pelas cenas da aldeia de Joost Cornelisz Droochsloot, que eram populares em sua época), mas em 1634 ele estava de volta a Haarlem, onde se juntou ao Guilda Haarlem de São Lucas. Aos vinte e seis anos ele se juntou a uma companhia da guarda cívica em Haarlem, e aos vinte e oito ele se casou. Sua esposa morreu dois anos depois, em 1640. Em 1657, viúvo, ele se casou com Anna Ingels. Ele novamente ficou viúvo em 1666.  Ele abriu uma oficina e recebeu alunos. Seus alunos notáveis foram Cornelis Pietersz Bega, Cornelis Dusart, Jan de Groot (1650-1726), Frans de Jongh, Michiel van Musscher, Isaac van Ostade, Evert Oudendijck e Jan Steen.
Em 1662 e novamente em 1663, ele é registrado como diácono da guilda de São Lucas em Haarlem. No rampjaar (1672), ele empacotou suas mercadorias com a intenção de fugir para Lübeck, razão pela qual Houbraken sentiu que tinha família lá. Ele foi até Amsterdã, no entanto, quando foi convencido a ficar pelo colecionador de arte "Konstantyn Sennepart", em cuja casa ele ficou, e onde fez uma série de desenhos coloridos, que mais tarde foram comprados por 1 300 florins (junto com alguns desenhos de Gerrit Battem) de Jonas Witsen, onde Houbraken os viu e se apaixonou por seus retratos da vida na aldeia. Jonas Witsen (1676–1715) foi o homem que convenceu Houbraken a se mudar de Dordrecht para Amsterdã. Ele tinha sido o secretário da cidade e provavelmente era seu patrono. 

## Trabalho
Ostade foi contemporâneo dos pintores flamengos David Teniers O Jovem e Adriaen Brouwer. Como eles, ele passou a vida delineando os temas mais caseiros: cenas de taberna, feiras de vilas e bairros rurais. Entre Teniers e Ostade, o contraste reside nas diferentes condições das classes agrícolas de Brabant e Holanda e na atmosfera e habitações peculiares a cada região. Brabant tem mais sol e mais conforto; Teniers, em consequência, é prateado e cintilante, e as pessoas que ele pinta são belos espécimes de sua cultura. A Holanda, nas vizinhanças de Haarlem, parece ter sofrido muito com a guerra; o ar é úmido e nebuloso, e as pessoas retratadas por Ostade são baixas e malvestidas, marcadas com a marca da adversidade nas feições e roupas.
Brouwer, que pintou o camponês em suas brincadeiras e paixões, trouxe mais do espírito de Frans Halsem suas representações do que seu colega; mas o tipo é igual ao de Ostade. Durante os primeiros anos de sua carreira, Ostade tendeu ao mesmo exagero e brincadeira de seu camarada, embora se diferencie de seu rival por um uso mais geral de luz e sombra, especialmente uma maior concentração de luz em uma pequena superfície em contraste com uma vasta extensão de escuridão. A tonalidade de suas harmonias permaneceu por um tempo na escala dos cinzas, mas seu tratamento é seco e cuidadoso em um estilo que não evita dificuldades de detalhes. Mostra-nos as cabanas, por dentro e por fora: as folhas da videira encobrem a pobreza das paredes exteriores; dentro de casa, nada decora a colcha de retalhos de vigas e colmo, as chaminés caindo aos pedaços e as escadas de escada, a rústica casa holandesa daqueles dias. A grandeza de Ostade está na frequência com que captou o lado poético da classe camponesa, apesar de sua grosseria. Ele deu a luz mágica de um raio de sol para seus esportes humildes, suas brigas, até mesmo seus humores mais calmos de diversão; ele revestiu os destroços das cabanas com uma vegetação alegre.
Era natural, dada a tendência para o efeito que marcou Ostade desde o início, que ele fosse despedido pela emulação para rivalizar com as obras-primas de Rembrandt . Suas primeiras fotos não são tão raras, mas podemos traçar como ele deslizou de um período para o outro. Antes da dispersão da coleção Jakob Gsell  [ de ] em Viena em 1872, era fácil estudar as harmonias cinza-aço, a caricatura exagerada de suas 

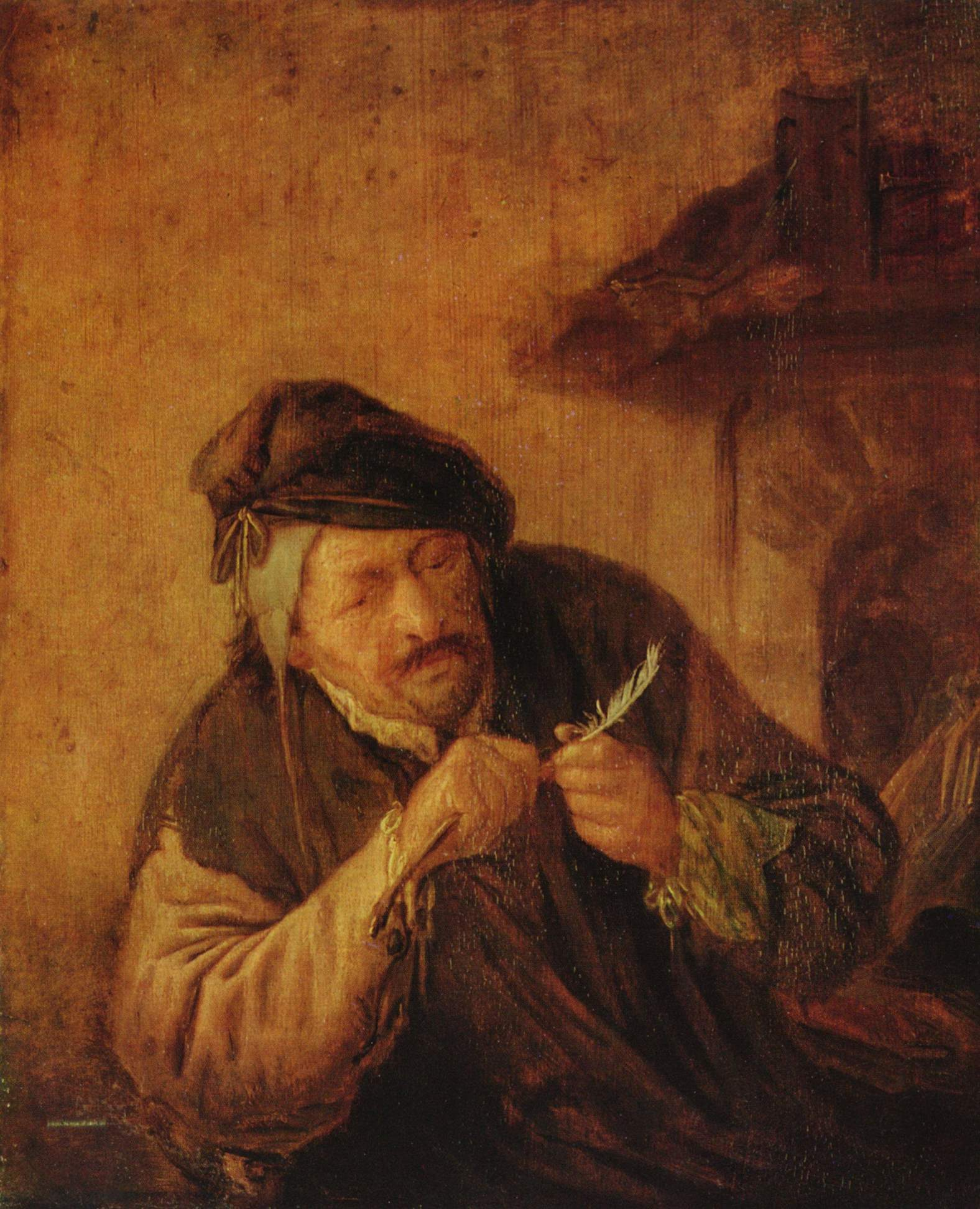
"Cortando a Pena" c. 1660, no Museu de Belas Artes de Budapeste

primeiras obras entre 1632 e 1638. Há um quadro na Galeria de um Countryman de Viena Tendo seu dente desenhado , não assinado e pintado por volta de 1632; um "gaiteiro" de 1635 na Galeria de Liechtensteinem Viena; cenas de chalés de 1635 e 1636 nos museus de Karlsruhe, Darmstadt e Dresden; e os jogadores de cartas de 1637 no palácio de Liechtenstein em Viena, compensando a perda da coleção Gsell. O mesmo estilo marca a maioria dessas peças.

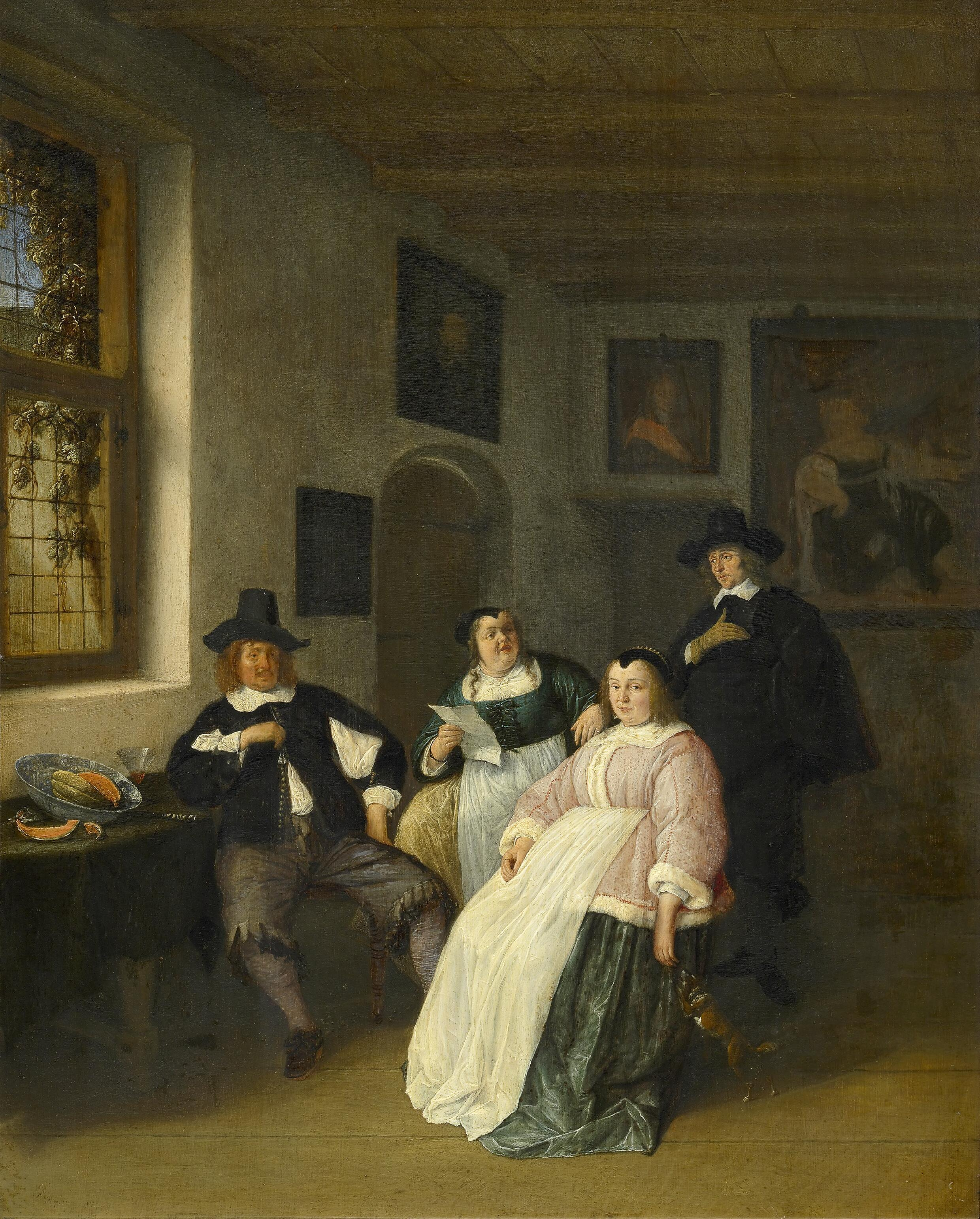
O pintor com a família De Goyer (por volta de 1652), no Museu Bredius, em Haia

Por volta de 1638 ou 1640, a influência de Rembrandt mudou repentinamente seu estilo. Ele pintou a Anunciação do Museu de Brunswick: anjos, aparecendo no céu para rudes holandeses meio adormecidos em meio a seu gado, ovelhas e cães em frente a uma cabana, relembram imediatamente o assunto semelhante de Rembrandt, que efetivamente iluminou os principais grupos por raios impulsionados para a terra de um céu escuro. Ostade, no entanto, não conseguiu dar aqui força e expressão dramáticas; seus pastores não tinham muita emoção, paixão ou surpresa. Sua imagem era um efeito de luz, e como tal magistral, em suas pinceladas esboçadas de tom marrom escuro aliviado por luzes fortemente impensadas, mas sem as mesmas qualidades que tornavam seus temas habituais atraentes. 
Em 1642, ele pintou o belo interior do Louvre:  uma mãe cuidando de seu filho embalado, seu marido sentado perto, ao lado de uma grande chaminé; a escuridão de um loft campestre vagamente iluminado por um raio de sol brilhando na janela. Pode-se pensar que o pintor pretendia retratar a Natividade; mas não há nada sagrado nos arredores, nada atraente, de fato, exceto a maravilhosa transparência rembrandtesca, o tom acastanhado e a admirável manutenção das menores partes. Ostade sentia-se mais à vontade em um efeito semelhante aplicado ao incidente comum do massacre de um porco, uma das obras-primas de 1643, e uma vez na coleção Gsell. Neste e em assuntos semelhantes dos anos anteriores e seguintes, ele voltou aos temas caseiros nos quais seu poder e observação maravilhosa o fizeram um mestre. Ele não parece ter voltado às ilustrações do evangelho até 1667, quando produziu um presépio admirável que só é superado em arranjo e cor pela família do carpinteiro de Rembrandt no Louvre, ou pelo 

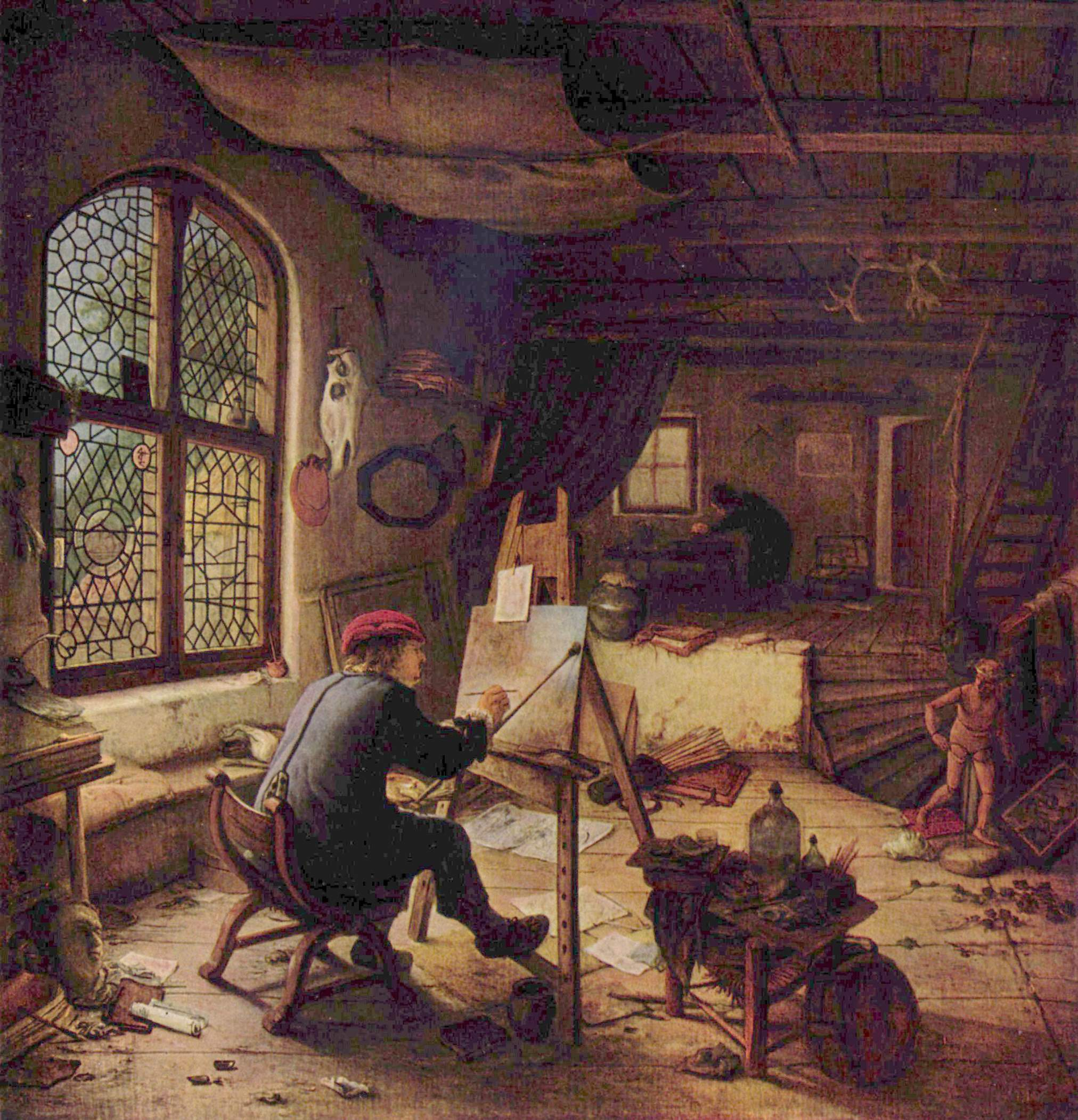
O pintor em sua oficina (autorretrato) (1663), na Galeria Semper, em Dresden

lenhador e crianças na galeria de Cassel. Quase inúmeros são os temas mais familiares aos quais ele devotou seu pincel durante este intervalo: desde pequenas figuras isoladas, representando fumantes ou bebedores, até alegorias dos cinco sentidos (Galerias Hermitage e Brunswick), peixarias e padeiros de metade do comprimento, brigas em casas de campo, cenas de jogos de azar, jogadores e charlatães itinerantes e jogadores de nove pinos ao ar livre.
O humor em algumas dessas peças é contagiante, como na Cena de Taverna da Coleção La Caze (Louvre, 1653). Sua arte pode ser estudada na grande série de peças datadas que adornam todas as capitais europeias, de São Petersburgo a Londres. O Palácio de Buckingham tem um grande número, e muitos bons espécimes estão escondidos em coleções particulares na Inglaterra. Se selecionarmos alguns tão peculiarmente dignos de atenção, poderíamos apontar para os Rústicos em uma Taverna de 1662 em Haia, a Escola da Vila do mesmo ano no Louvre, o Pátio da Taberna de 1670 em Cassel, o Resto dos desportistas de 1671 em Amsterdã, e o Violinista e sua audiência de 1673 em Haia. 
Em Amsterdã temos a semelhança de um pintor, sentado de costas para o espectador, em seu cavalete. O picador de cores trabalha em um canto, um aluno prepara uma paleta e um cachorro preto dorme no chão. Uma réplica desta imagem, com a data de 1666, está na galeria de Dresden. Ambos os espécimes deveriam representar o próprio Ostade, mas infelizmente vemos as costas do artista e não seu rosto. Em uma gravura (Bartsch, 32), o pintor mostra-se de perfil trabalhando em uma tela. Duas de suas últimas obras datadas, Village Street e Skittle Players, itens notáveis nas coleções Ashburton e Ellesmere, foram executadas em 1676 sem qualquer sinal de declínio de poderes. Ele morreu em 1685 em Haarlem.

## Legado
O número de fotos de Ostade é fornecido por Smith em 385, mas por Hofstede de Groot (1910) em mais de 900. Na sua morte, o estoque de suas peças não vendidas era superior a 200. Suas placas gravadas foram colocadas a leilão com as fotos. Cinquenta placas gravadas, a maioria delas datadas de 1647-1648, foram descartadas em 1686. Os preços que Ostade recebeu não são conhecidos; mas as fotos que valiam £ 40 em 1 750 valiam £ 1 000 um século depois, e Earl Dudley deu £ 4 120 pelo interior de uma cabana em 1876.
As assinaturas de Ostade variam em diferentes períodos, mas as duas primeiras letras são geralmente entrelaçadas. Seus alunos são seu próprio irmão Isaack, Cornelis Bega, Cornelis Dusart e Richard Brakenburg.

## Galeria

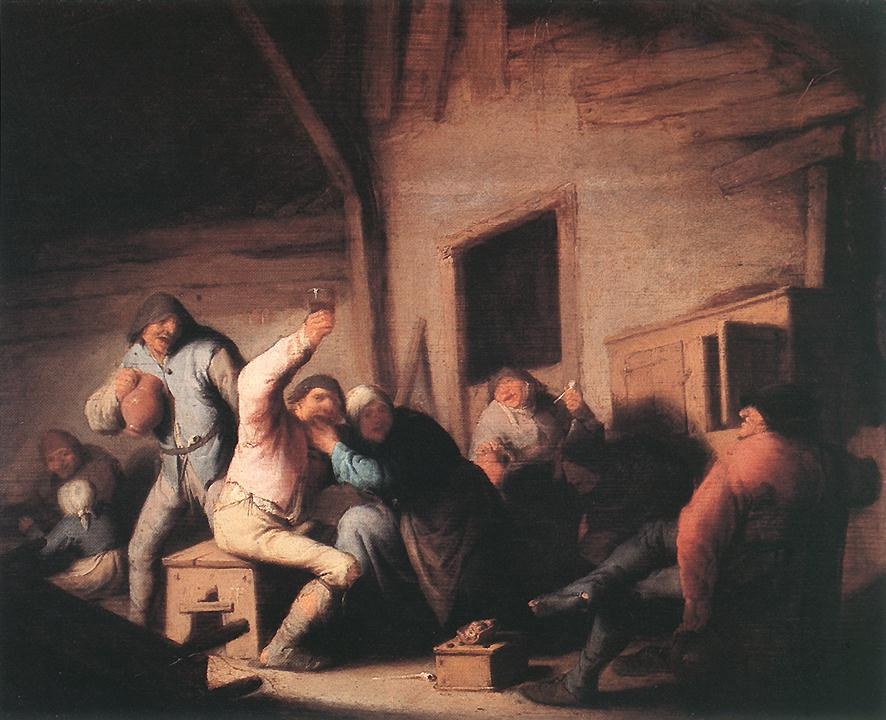
Camponeses na taverna (c. 1635)
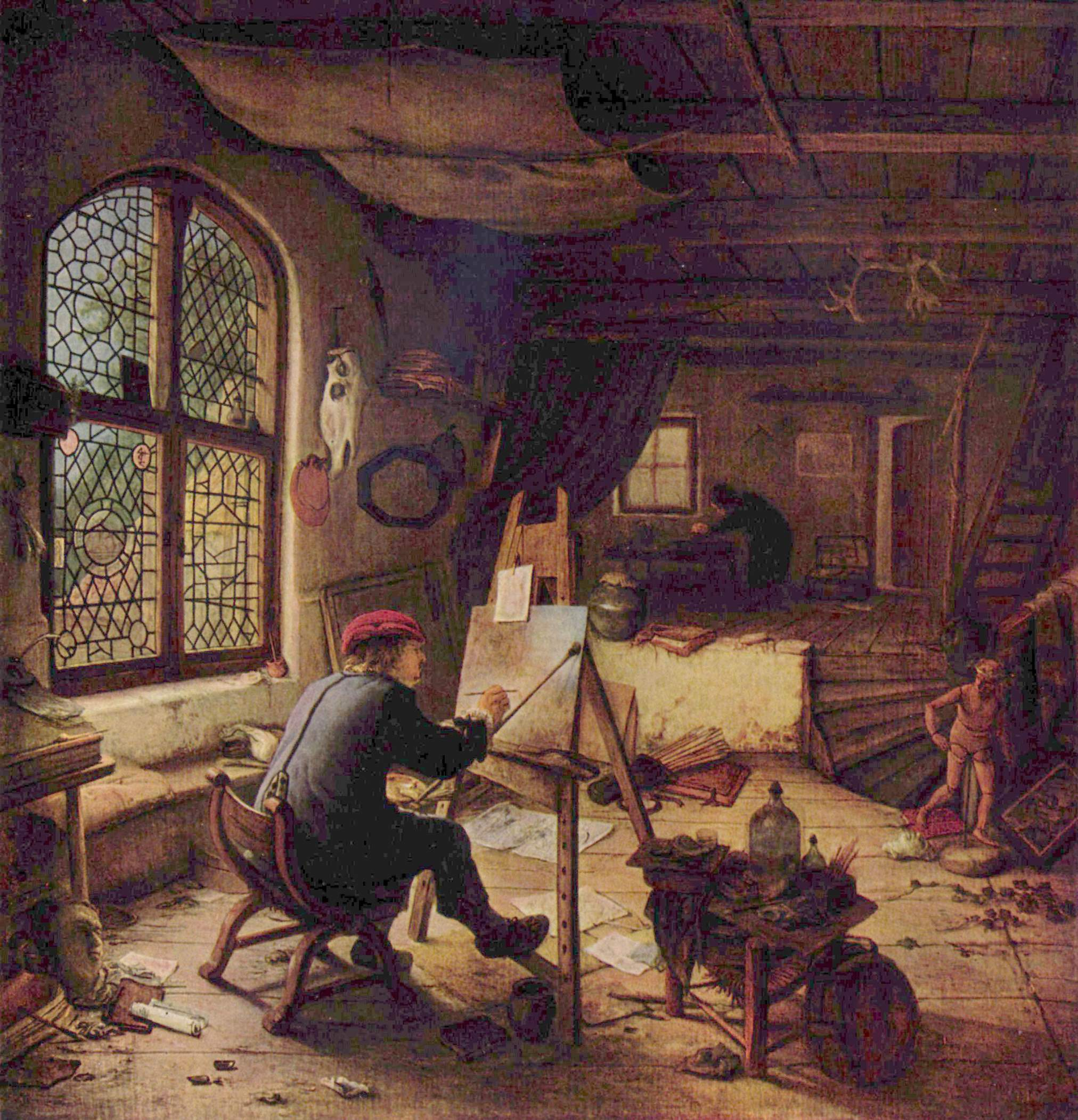
Auto-retrato (1663)
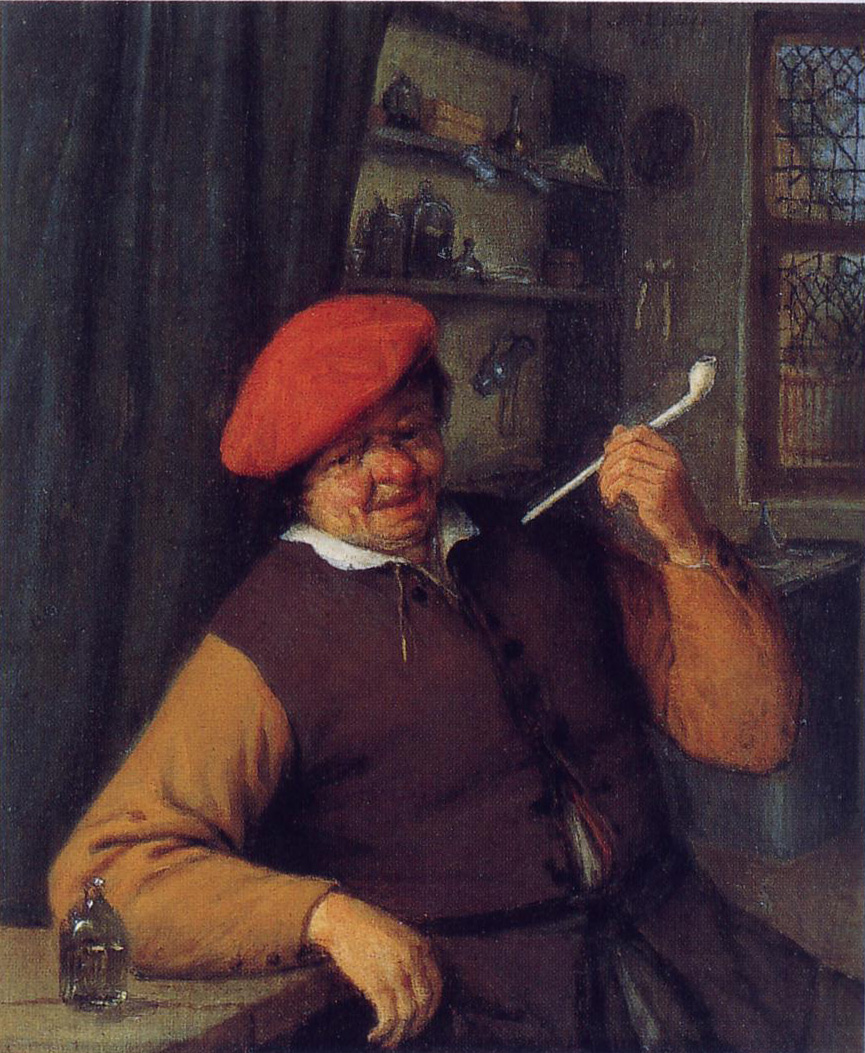
Farmacêutico fumando (1646)
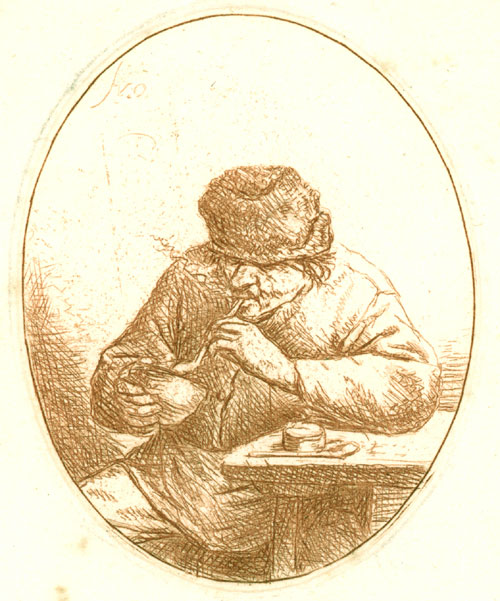
Gravura